# Carmen Tzonep
Carmen Tzonep är en ort i Mexiko.   Den ligger i kommunen Chilón och delstaten Chiapas, i den sydöstra delen av landet, 800 km öster om huvudstaden Mexico City. Carmen Tzonep ligger 1 462 meter över havet och antalet invånare är 107.
Terrängen runt Carmen Tzonep är kuperad åt sydost, men åt nordväst är den bergig. Runt Carmen Tzonep är det ganska tätbefolkat, med 54 invånare per kvadratkilometer. Närmaste större samhälle är Yajalón, 5,3 km norr om Carmen Tzonep. I omgivningarna runt Carmen Tzonep växer i huvudsak städsegrön lövskog.